# Machaerium arboreum
Machaerium arboreum är en ärtväxtart som först beskrevs av Nikolaus Joseph von Jacquin, och fick sitt nu gällande namn av Julius Rudolph Theodor Vogel. Machaerium arboreum ingår i släktet Machaerium och familjen ärtväxter. Inga underarter finns listade i Catalogue of Life.